# Снапоп (тендер, 1837)
«Снапоп» — парусный тендер Балтийского флота России, находившийся в составе флота с 1836 по 1862 год. Во время службы использовался в качестве учебного судна, в 1856 году участвовал в Высочайшем смотре судов Балтийского флота на Кронштадтском рейде, один раз подвергался тимберовке, а по окончании службы был продан на слом.

## Описание тендера
Парусный одномачтовый тендер с деревянным корпусом, длина судна между перпендикулярами по сведениям из различных источников составляла 20,4—20,42 метра, ширина без обшивки 7,3—7,34 метра, а глубина интрюма — 2,8—2,82 метра. Вооружение судна состояло из двенадцати орудий.

## История службы
Тендер «Лебедь» был заложен на стапеле Охтенской верфи 24 марта (5 апреля) 1836 года и после спуска на воду 14 (26) октября 1837 года вошёл в состав Балтийского флота России. Строительство вёл корабельный мастер подполковник И. А. Амосов.
С 1837 по 1846 год ежегодно выходил в практические плавания в Финский залив в составе эскадр и отрядов кораблей Балтийского флота, а также в плавания между портами этого залива. В кампанию 1846 года также использовался в качестве брандвахтенного судна на ревельском рейде. С 1847 по 1851 год вновь принимал участие в практических плаваниях в Финском заливе.
В кампанию 1852 года подвергся тимберовке. В 1854 и 1855 годах находился в Кронштадте, а в навигацию 1856 года вновь принимал участие в практическом плавании в Финском заливе, а также в плавании в финляндских шхерах. Помимо этого 23 июля (4 августа) 1856 года участвовал в Высочайшем смотре судов Балтийского флота на Кронштадтском рейде.
До 1861 года тендер «Снапоп» находился в порту Кронштадта, после чего был продан на слом, а 16 (28) января 1862 года исключён из списков судов Балтийского флота.

## Командиры тендера
Командирами тендера «Снапоп» в составе Российского императорского флота в разное время служили:
- Ф. Ф. фон Мейснер (1837 год);
- А. А. Рылеев (с 1838 года до 28 июля (9 августа) 1839 года);
- капитан-лейтенант В. А. Васильев (с 28 июля (9 августа) 1839 года до 1841 года)[9];
- лейтенант А. Я. Тишевский (с 1842 года до 18 (30) июля 1843 года)[10];
- П. А. Пыпин (с 18 (30) июля 1843 года);
- капитан-лейтенант Р. С. Бодде (1844—1846 годы)[11];
- лейтенант П. П. Гершау (1847 год)[12];
- лейтенант И. Н. Сущев (1848 год)[13];
- барон Л. Ф. Нолькен (1854 год);
- капитан-лейтенант князь П. П. Максутов (1856 год)[14];
- капитан-лейтенант К. Х. Клодт (1856 год)[15].